# Kościół św. Anny w Ustroniu
Kościół św. Anny – kościół parafialny parafii św. Anny w Ustroniu. Znajduje się na osiedlu Nierodzim.
Kościół znajduje się na Szlaku Architektury Drewnianej województwa śląskiego w pętli beskidzkiej.
Kościół św. Anny to najstarsza świątynia w Ustroniu. Powstał z inicjatywy ówczesnego właściciela Nierodzimia, Antoniego Goczałkowskiego. Został wzniesiony w 1769 r. na miejscu dawnego kościoła, zbudowanego jeszcze przez ewangelików. Ten, po przejęciu go w 1654 r. przez katolików, był kościołem filialnym skoczowskiej fary. Utrzymywany jedynie "...z dzwonienia i jałmużny..." w 1740 r. był już w tak złym stanie, że groził zawaleniem i musiał zostać rozebrany.
Całe drewno dębowe na progi, futryny drzwi i okien itp. ofiarował Goczałkowski. Resztę kosztów (razem 603 złote reńskie i 54 krajcary) pokryto z majątku kościelnego (174 reńskie i 53 krajcary) oraz z datków od dobrodziejów (428 reńskich i 29 krajcarów). Nowy kościół został poświęcony w 1769 r. przez skoczowskiego proboszcza, Józefa Nepomucena Waldera, jednak początkowo nie było w nim ani podłogi ani ławek. Dopiero w roku 1789, kiedy kościół przeszedł pod patronat księcia cieszyńskiego Alberta, uzupełniono te braki.
Drewniany, konstrukcji zrębowej, zwrócony prezbiterium ku zachodowi. Do trójbocznie zamkniętego prezbiterium przylegają zakrystia (od południa) i skarbczyk (od północy), niewyodrębniające się z bryły kościoła. Nawa prostokątna, szersza od prezbiterium, kryta stropem. Nad prezbiterium i nawą wspólny dach dwuspadowy. Nad nawą od wschodu wznosi się czworoboczna wieża, nadbudowana w 1938 r., zwieńczona cebulastym hełmem z ośmioboczną latarnią. W latach 1965–1966 świątynię gruntownie restaurowano i obito ściany budowli gontem. Wieża i szczyt wschodni szalowane deskami. Wyposażenie kościoła – późnobarokowe, z XVIII i początków XIX w., polichromia odnawiana współcześnie. W ołtarzu głównym, z rzeźbami Boga Ojca w glorii (w zwieńczeniu) oraz świętych Józefa i Jakuba, obraz z 1704 r., przedstawiający leonardiańską św. Annę Samotrzeć. Według napisu na obrazie "Tento obraz darował na Chwalu Bożi i Swatey Anny Andris Lukas ze Skoczowa". Ambona rokokowa z trzeciej ćwierci XVIII w. z wyobrażeniami Wiary, Nadziei i Miłości na baldachimie. Cennym elementem kościoła jest obraz św. Krzysztofa, zajmujący powierzchnię między oknami po lewej stronie nawy.
Świątynię uznano za obiekt zabytkowy już w 1929 r. 
W 2000 r. w parafii odbyła się uroczystość poświęcenia nowych dzwonów. Dzwonnicę z 4 dzwonami usytuowano w pobliżu kościoła.

## Galeria

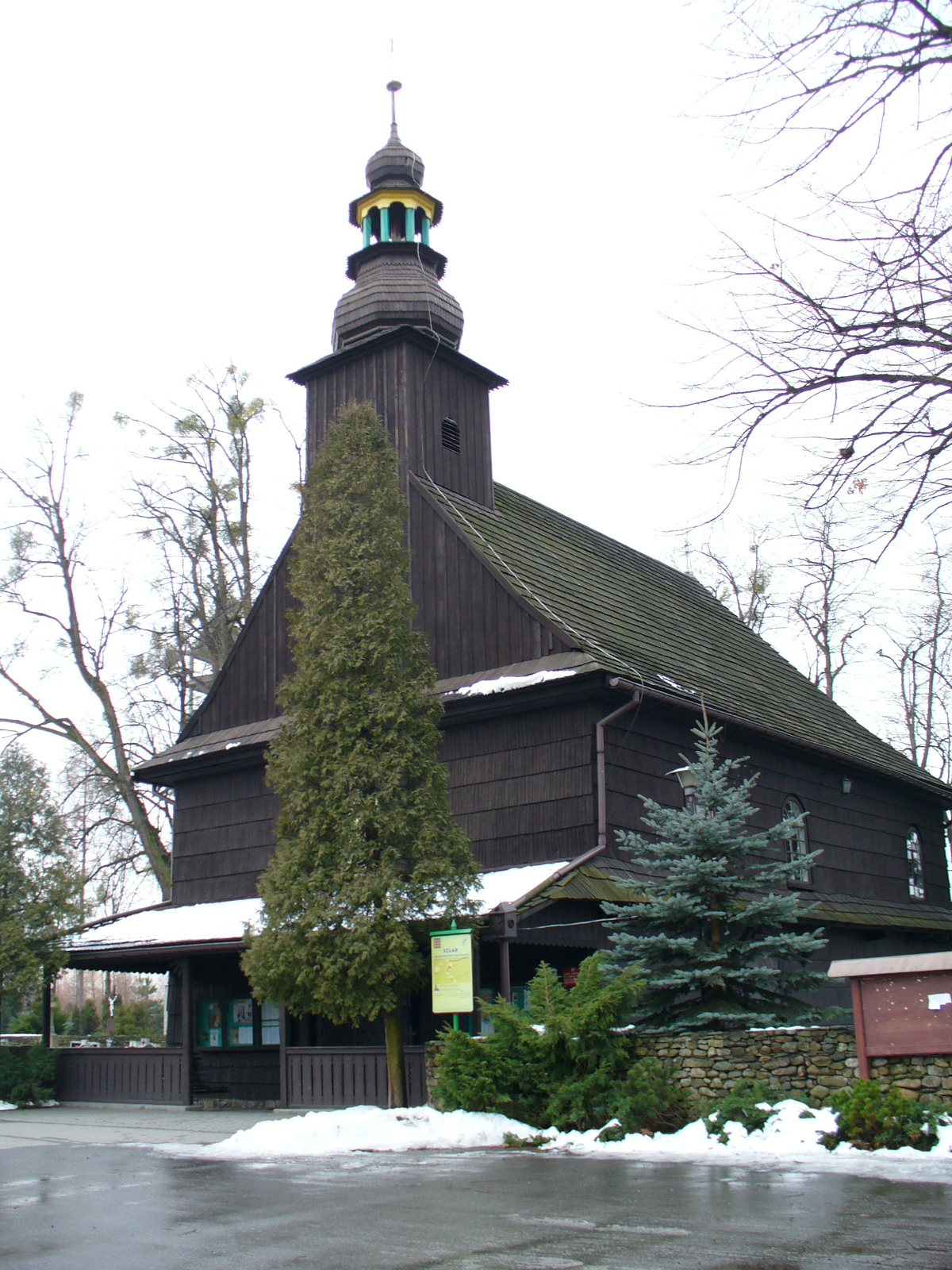
Fasada
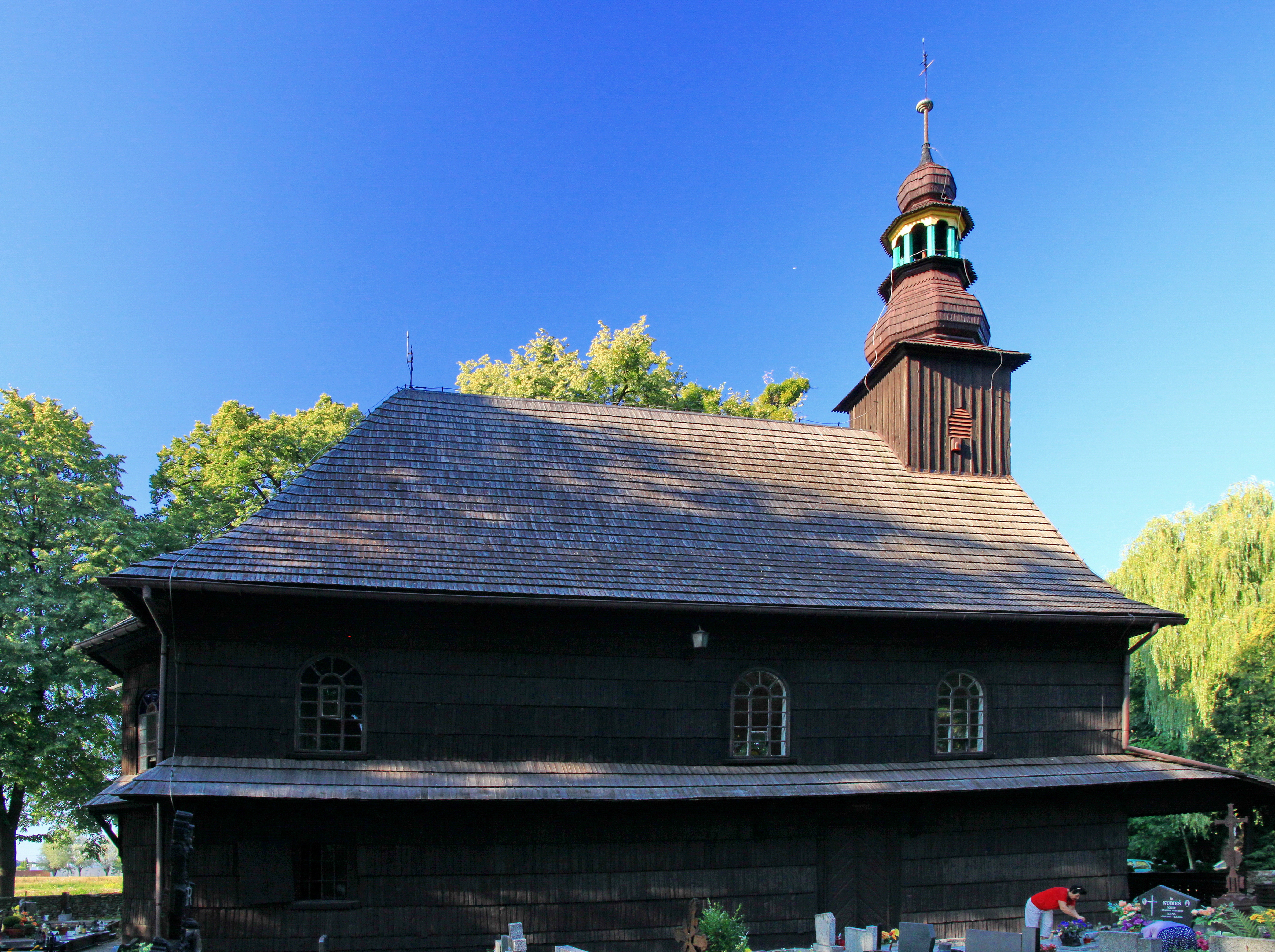
Od strony cmentarza
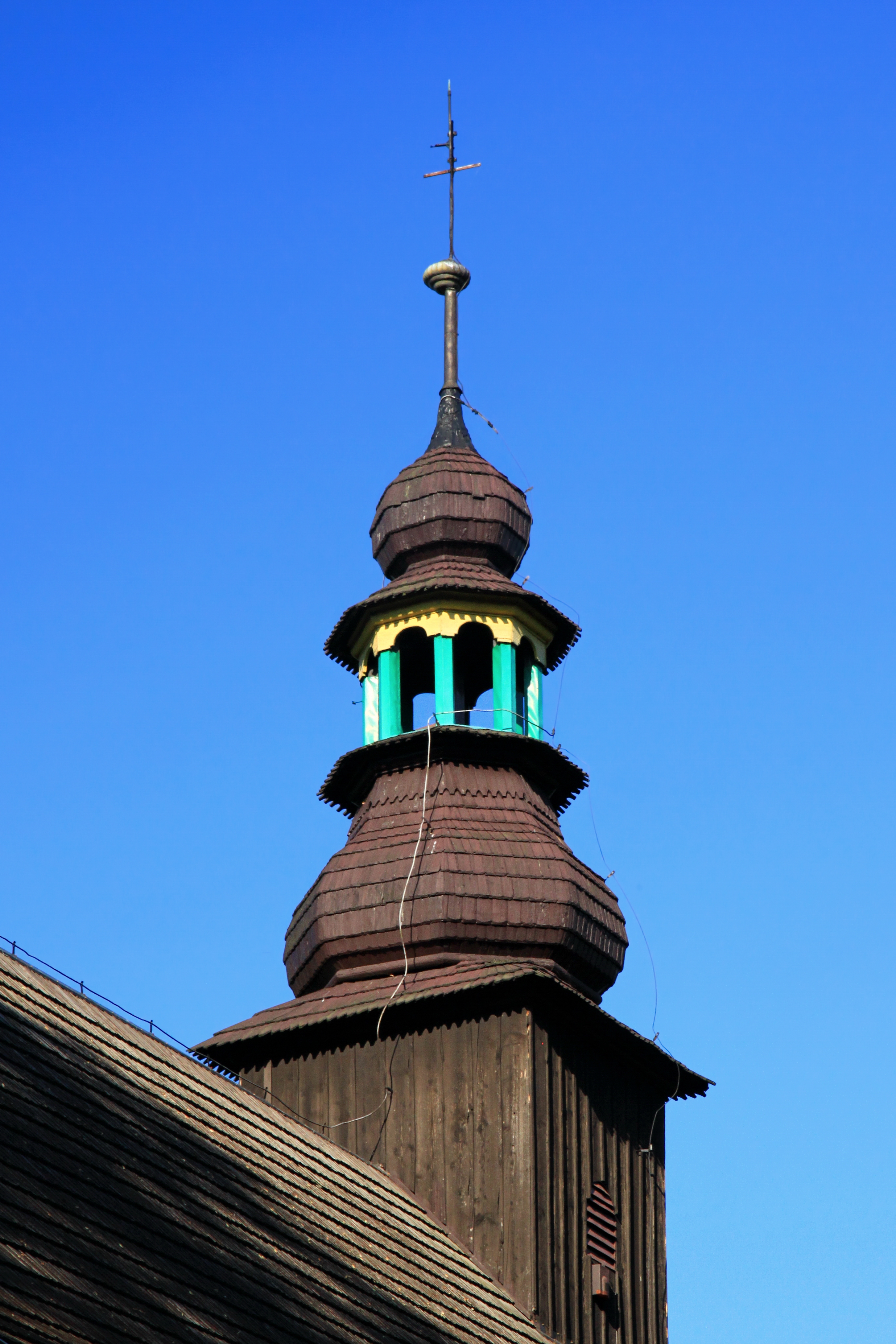
Wieża
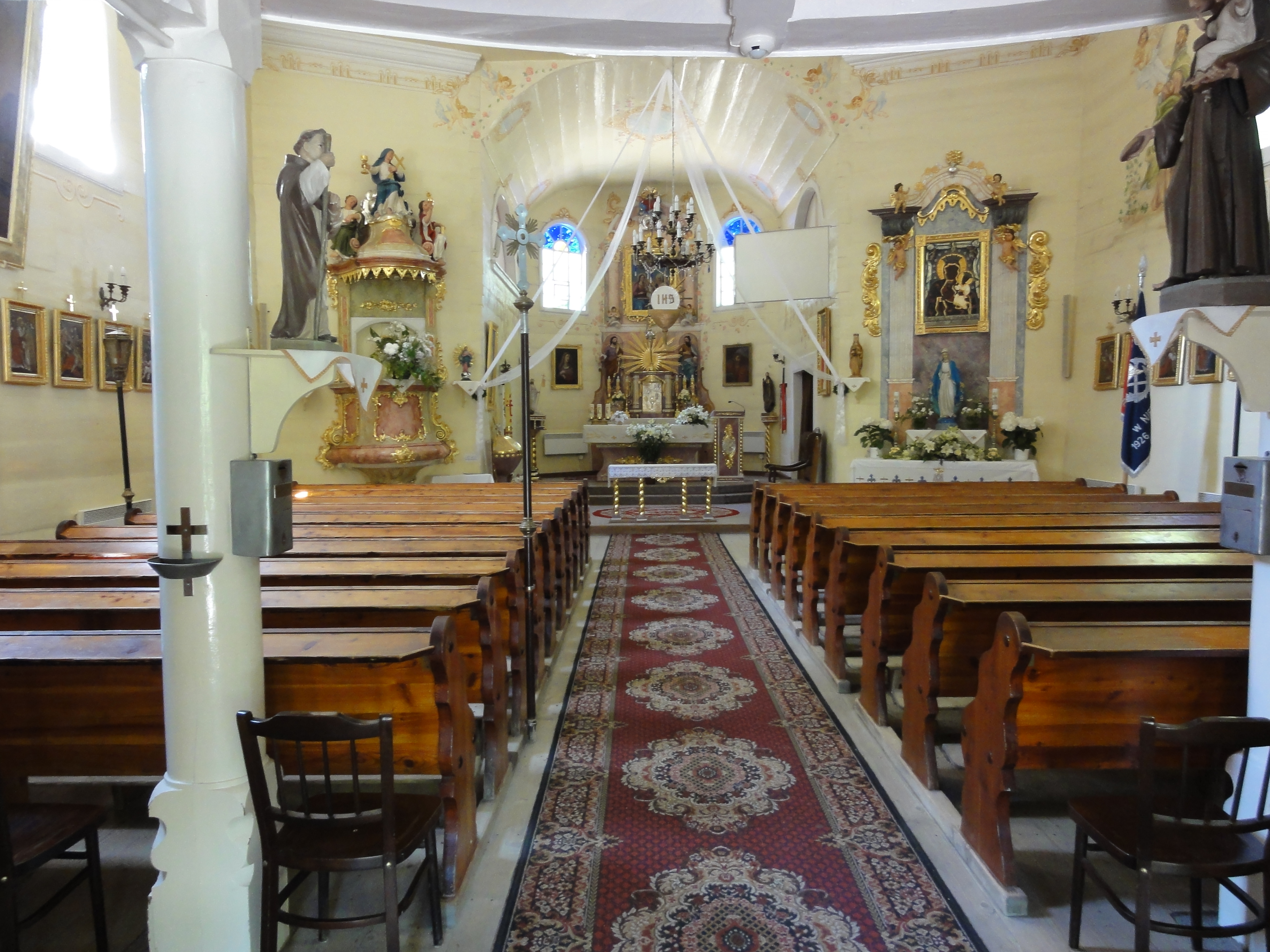
Wnętrze kościoła
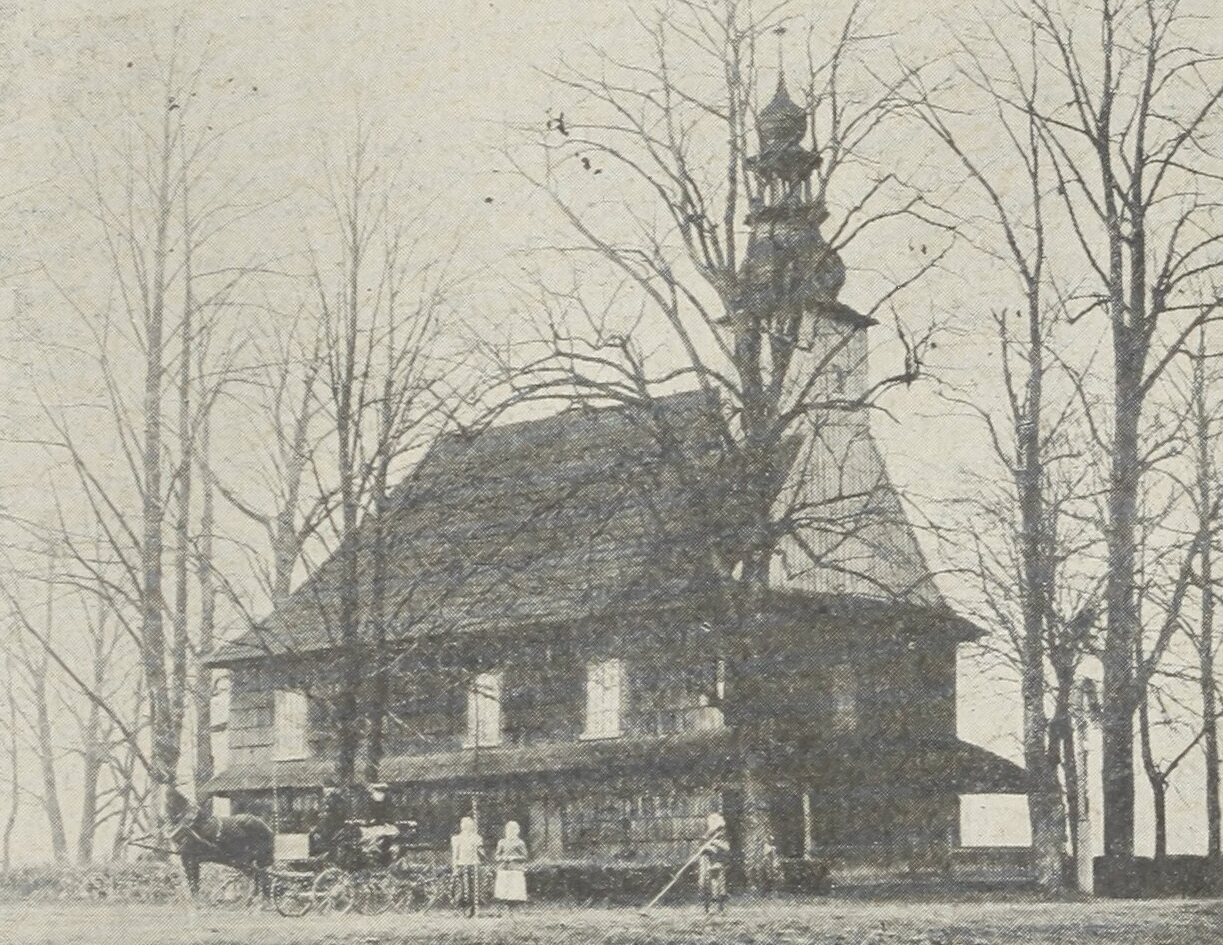
Kościół przed 1932